# 後山溫泉
後山溫泉位於台北市北投區鹿角坑溪上游溪谷中，故又名鹿角坑溫泉。同時它也位於陽明山國家公園鹿角坑溪生態保護區內，故仍維持未受人為開發之自然原始形態。

## 簡介
後山溫泉屬大屯火山群溫泉區的其中一處，但是後山溫泉與其它溫泉不同的是，該溫泉泉質為中性（其它溫泉幾乎為酸性），泉溫較低（約50℃）。溫泉露頭分怖於溪谷二側（左岸泉量較大），出水口有大量的氣泡，溫泉露頭四周呈現白色的沉澱物（可能為溫泉花），因溫泉含有大量火山礦物質成份，不宜飲用。

## 另見
- 前山溫泉

## 外部連結
- 後山（鹿角坑）溫泉 生活多寶 格痞客邦 （页面存档备份，存于）
- 【後山溫泉】 | 邊泡邊看陽明山大景｜後山野溪溫泉完整路線攻略｜Outdoor Gene 冒險基因 （页面存档备份，存于）
- 深入最神祕生態保護區！台北鹿角坑步道，令人捨不得離開的綠色瀑布仙境 TRAVELER Luxe旅人誌 （页面存档备份，存于）